# Physalaemus maximus
Espèce
Statut de conservation UICN

 DD  : Données insuffisantes
Physalaemus maximus est une espèce d'amphibiens de la famille des Leptodactylidae.

## Répartition
Cette espèce est endémique du Brésil. Elle se rencontre, :
- dans l'État du Minas Gerais :
  - dans la municipalité d'Araponga à 1 375 m d'altitude dans la Serra do Brigadeiro ;
  - dans la municipalité d'Ouro Preto à 1 248 m d'altitude dans la Serra da Mantiqueira ;
- dans l'État d'Espírito Santo :
  - dans la municipalité de Castelo.

## Publication originale
- Feio, Pombal & Caramaschi, 1999 : New Physalaemus (Anura: Leptodactylidae) from the Atlantic Forest of Minas Gerais, Brazil. Copeia, vol. 1999, no 1, p. 141-145 (texte intégral).